# L'esorcista
L'esorcista (The Exorcist) è un film horror del 1973 diretto da William Friedkin e tratto dall'omonimo romanzo di William Peter Blatty, che scrisse anche la sceneggiatura.
La pellicola ebbe molto successo malgrado i problemi di censura e, negli anni seguenti, generò due sequel: L'esorcista II - L'eretico (1977), L'esorcista III (1990), e una riedizione in versione integrale del 2000 (chiamata Director's Cut), con circa undici minuti di scene inedite. Nel 2016 è servita da ispirazione per l'omonima serie televisiva The Exorcist, che si pone come sequel. 
Nel 1990 fu girata una parodia, Riposseduta, con la stessa attrice protagonista, Linda Blair, nel ruolo della ragazza posseduta, Leslie Nielsen nel ruolo del sacerdote anziano e Anthony Starke nella parte di quello più giovane. Nel 2001 è uscito Scary Movie 2, una nuova parodia che segue vicende simili ma con un tocco di comicità.
Ben accolto dalla critica, il film divenne presto un punto di riferimento del cinema moderno, acquisendo una notevole popolarità e esercitando un forte impatto culturale. Nel 2010 entrò a far parte del National Film Registry della Biblioteca del Congresso degli Stati Uniti.

## Trama

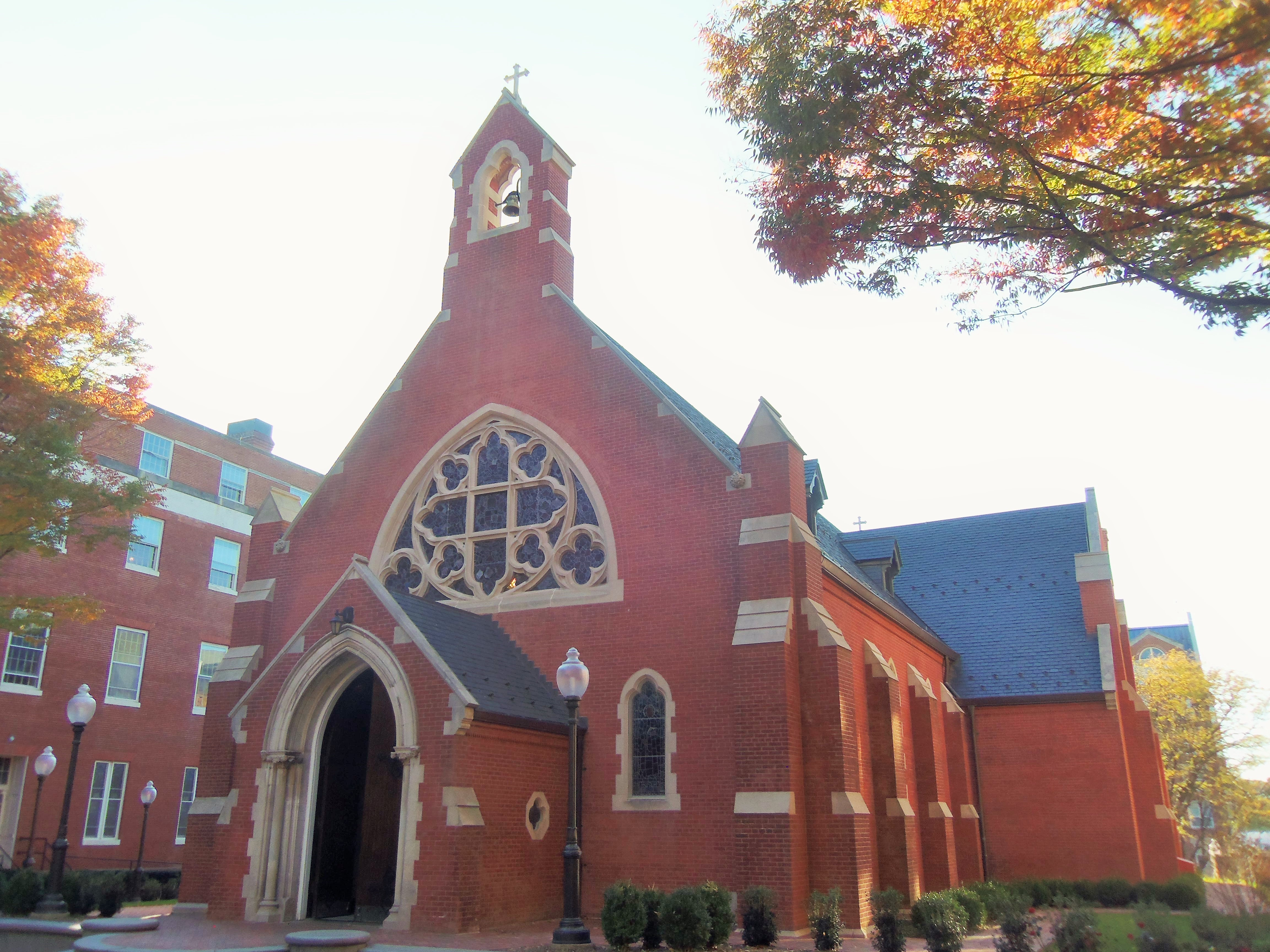
La Dahlgren Chapel dell' Università di Georgetown

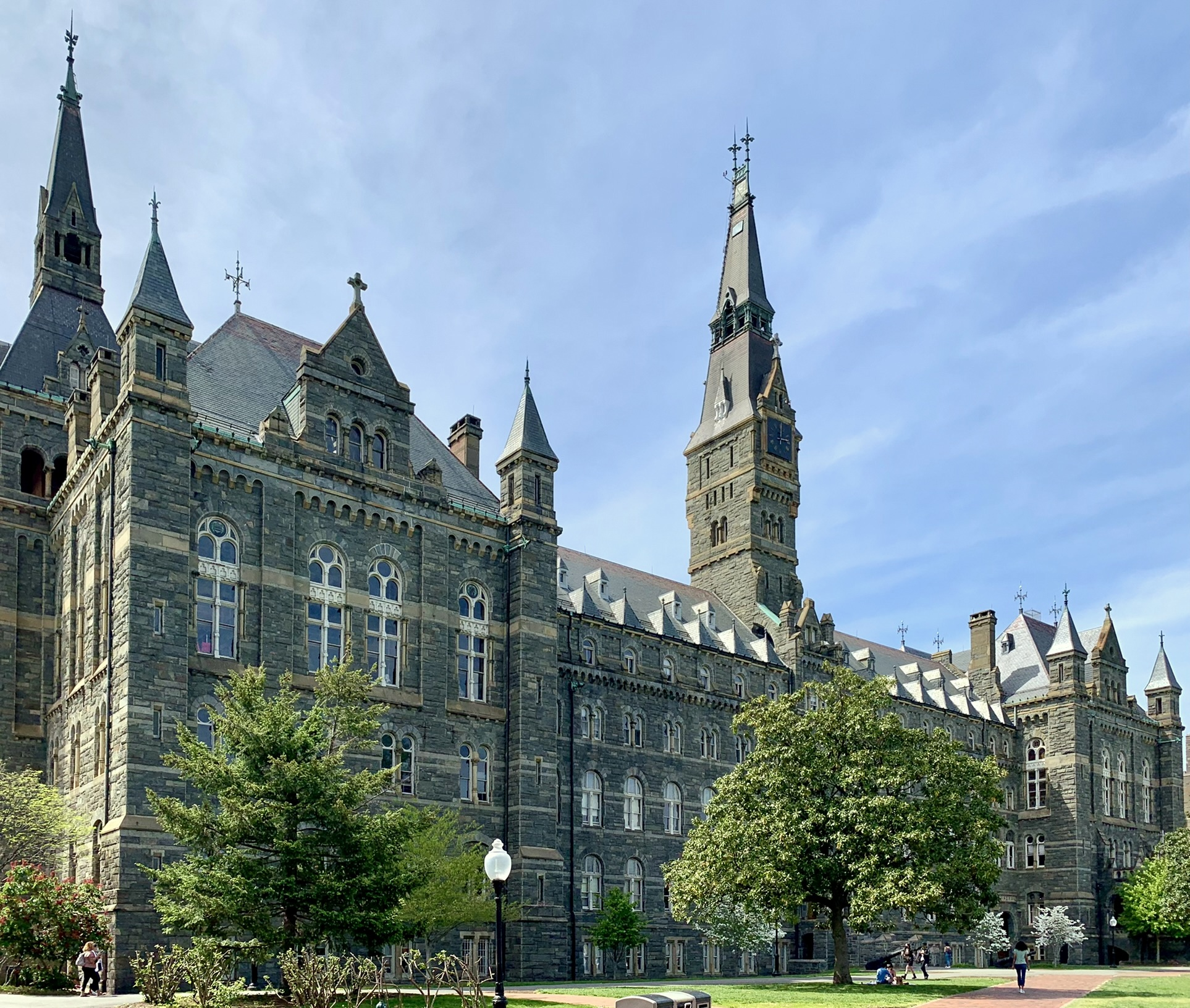
La Healy Hall presso l'Università di Georgetown

In un non specificato sito archeologico dell'Iraq del Nord (di fatto Hatra dove sono state eseguite le riprese), viene dissotterrata una statuetta che raffigura il volto del demone assiro Pazuzu, assieme ad una piccola medaglia raffigurante san Giuseppe. Uno degli archeologi presenti, Lankester Merrin, sacerdote cattolico anziano e malato di cuore, rimane molto turbato dal ritrovamento, anche perché la medaglia, di epoca molto più recente, è stata ritrovata esattamente "dietro" al volto di Pazuzu. Preso da un cupo presentimento, il religioso si reca in un sito archeologico vicino, dove vede una statua a grandezza umana del demone ed il presentimento diviene certezza: mentre sullo sfondo alcuni cani lottano tra loro, padre Merrin sa che tra poco dovrà affrontare il Nemico.
In un'altra parte del mondo, l’attrice Chris MacNeil, di Los Angeles, si trova a Georgetown, quartiere di Washington, insieme alla figlia dodicenne Regan per girare alcune riprese del film "Crash Course", diretto dall'eccentrico e ubriacone Burke Dennings. A notte fonda, mentre studia la sceneggiatura per le riprese del giorno dopo, si accorge di strani rumori in casa che sembrano provenire ora dalla soffitta, ora dalla camera della figlia. Il mattino successivo, Chris chiede a Karl, il maggiordomo, di provvedere a disseminare la soffitta di trappole per topi, supponendo che i rumori possano essere provocati dai roditori. Poco dopo l'attrice vede che Regan sta giocando con una tavola ouija che ha trovato in un armadio; la bambina con essa ha involontariamente evocato il demone Pazuzu, che già la sta ingannando, affermando di essere "Capitan Gaio" (Captain Howdy nell'originale). Nel frattempo, Damien Karras, un prete gesuita greco-cattolico, medico psichiatra dell'Università di Georgetown, che Chris aveva notato e che le ispirava fiducia, resta sconvolto dalla perdita della propria madre e dall'ossessivo senso di colpa per non esserle stato vicino e non averle potuto garantire una decente struttura per anziani.
Il giorno del suo compleanno, Regan ascolta la madre parlare infuriata al telefono: la donna cerca inutilmente di contattare l'ex marito, che alloggia a Roma e che non si è fatto vivo per fare gli auguri alla figlia. La notte seguente la ragazzina si rifugia in camera della madre, sostenendo che il proprio letto si muove e che per questo non riesce a dormire. Qualche sera dopo, Chris tiene un ricevimento in casa per la fine delle riprese del film, cui partecipano anche padre Dyer, grande amico di padre Karras, e il regista Burke Dennings. In questa occasione, Regan, sconvolgendo i presenti, inizia a mostrare segni di squilibrio, cosa che spinge la madre a sottoporla a diverse visite mediche. Nel frattempo si verificano strani episodi nei dintorni di casa MacNeil e più precisamente in una chiesa, la Cappella Dahlgren del Sacro Cuore, all'interno della quale viene orrendamente profanata una statua della Madonna. Intanto lo stato mentale e fisico di Regan continua a peggiorare e gli specialisti medici non comprendono quale possa essere la causa dei problemi della ragazzina: tutti gli approfondimenti clinici effettuati danno infatti esito negativo. Una sera Chris torna a casa e la trova deserta; la sua segretaria Sharon, al ritorno, si giustifica dicendo di aver lasciato Burke Dennings a badare a Regan. Poco dopo, le donne vengono informate della tragica morte dell'uomo, che sembra essere precipitato dalla scalinata che si trova accanto alla loro casa.
Il tenente di polizia Kinderman sospetta che si tratti di omicidio e inizia a indagare, parlando prima con Karras, sapendolo psichiatra del campus, e poi con Chris. I medici ammettono la loro impotenza di fronte ai problemi neurologici di Regan e, dopo il tentativo fallito di una visita psichiatrica ed un inutile ricovero nella clinica del dottor Barringer, quest'ultimo consiglia a Chris di rivolgersi ad un esorcista. La donna, atea, è totalmente diffidente, ma alcuni terrificanti comportamenti della ragazza (una incredibile alterazione della voce, il fenomeno della rotazione a 180 gradi della testa, una masturbazione con un crocifisso), nonché l'aspetto fisico terribilmente mutato della figlia, la convincono a rivolgersi a padre Karras. L'uomo incontra Regan più volte come psichiatra, inizialmente convinto che i disturbi della ragazzina siano di pura origine mentale, ma quando la sente parlare in latino e in francese, oltre che "al contrario", si decide a chiedere ai propri superiori l'autorizzazione per un esorcismo. Il rettore la concede e, sapendo che padre Karras sta vivendo un problema di fede, decide di chiamare padre Lankester Merrin, anziano sacerdote ed esorcista esperto dal passato tormentato, al quale padre Karras farà da assistente. Merrin si presenta a casa MacNeil con Karras e intende cominciare il rito.
L'esorcismo si presenta subito estremamente complicato e difficile: il demone si oppone strenuamente alle preghiere dei sacerdoti. Regan, dopo altre manifestazioni (una levitazione con il letto; una rotazione della testa a 360 gradi; una seconda levitazione, questa volta lasciando a terra il letto stesso), ad un certo momento parla con la voce e l'aspetto della defunta madre di Karras, cosa che fa vacillare emotivamente il giovane sacerdote. Vedendolo turbato, Merrin lo fa uscire dalla stanza. Al suo ritorno, Karras trova Merrin riverso sul letto di Regan, stroncato da un infarto. Dopo aver tentato inutilmente di rianimarlo, infuriato, si avventa contro la ragazzina posseduta e ordina al demone di uscirne dal corpo ed entrare nel proprio. L’entità, provocata, entra nel corpo di padre Karras e tenta quindi di uccidere Regan (ormai libera dalla possessione), ma il prete riesce a dominare il demone e si lancia dalla finestra della camera della ragazzina, precipitando dalla scalinata sottostante e morendo, non prima di aver ricevuto l'assoluzione dall'amico Dyer, accorso tempestivamente. Da questo tragico epilogo il tenente Kinderman comprende in quale maniera atroce sia morto Burke Dennings. 
Il film si conclude con Chris e Regan (che, malgrado qualche segno sul viso, ha ripreso le proprie normali sembianze e che non ha alcun ricordo di quello che è accaduto) che ritornano a Los Angeles per riprendersi dal terribile incubo che hanno vissuto. Infine si vede padre Dyer che osserva con amarezza la scala da dove sono caduti Dennings e Karras. 
Nel finale della versione integrale, Dyer incontra il tenente Kinderman, arrivato in ritardo per salutare le due MacNeil, il quale, dopo essersi informato sulla salute di Regan, gli chiede di andare al cinema con lui, dato che ha dei biglietti in omaggio (la stessa proposta che aveva fatto a Karras tempo prima). Dyer risponde, proprio come Karras, di avere già visto il film che il tenente gli propone.

## Personaggi
- Regan MacNeil, interpretata da Linda Blair: è una dodicenne che inizia ad avere disturbi comportamentali e che si scoprirà essere posseduta dal demone Pazuzu.
- Chris MacNeil, interpretata da Ellen Burstyn: è la madre di Regan, un'attrice atea che vive da sola con la figlia.
- Padre Damien Karras, interpretato da Jason Miller: è un prete gesuita, psichiatra greco-cattolico che affianca Merrin nell'esorcismo di Regan; l'uomo ha affrontato una crisi spirituale, aggravata dalla perdita della madre.
- William F. Kinderman, interpretato da Lee J. Cobb: è il tenente di polizia che indaga sulla morte di Burke Dennings.
- Padre Lankester Merrin, interpretato da Max von Sydow: è il prete e archeologo incaricato di esorcizzare Regan. Già in passato ha effettuato altri esorcismi.
- Sharon Spencer, interpretata da Kitty Winn: è la segretaria e assistente personale di Chris MacNeil.
- Burke Dennings, interpretato da Jack MacGowran: è l'eccentrico regista che muore ucciso dall'entità che possiede Regan.
- Padre Joseph Dyer, interpretato da William O'Malley: è un prete amico di padre Karras.
- Samuel Klein, interpretato da Barton Heyman: è il medico che tenta di interpretare gli strani sintomi di Regan.
- Dottor Barringer, interpretato da Peter Masterson: è il direttore della clinica che porta il suo nome ed è lui a consigliare a Chris un esorcismo.
- Pazuzu: il demone assiro che si impossessa di Regan. Il volto/maschera del demone, con sembianze umane, appare in alcuni fotogrammi del film con le sembianze dall'attrice americana Eileen Dietz. La voce della giovane Regan quando posseduta da Pazuzu è doppiata nella versione originale da Mercedes McCambridge e nella versione italiana da Laura Betti.

## Produzione

### Regia
(Incipit dell'articolo del 20 agosto 1949 che ispirò la scrittura del romanzo prima e del film dopo. - Bill Brinkley, The Post)
La sceneggiatura del film è tratta dall'omonimo romanzo di successo del 1971 L'esorcista, scritto dallo stesso autore e produttore del film, William Peter Blatty. Il romanzo era stato a sua volta ispirato da un articolo del Washington Post dell'agosto 1949 che narrava di un presunto esorcismo praticato ad un ragazzo di 14 anni a Mount Rainier, nel Maryland; tra i presunti fenomeni soprannaturali descritti nell'articolo, poi rilanciati anche da altri quotidiani, vi erano movimenti autonomi del letto del ragazzo, del materasso, di una pesante poltrona e altri oggetti minori, rumori inspiegabili provenienti dai muri e grida del ragazzo in latino, una lingua che non aveva mai studiato.
Dopo il successo del libro, Blatty vendette i diritti per realizzare un film alla Warner Bros. per 641.000 dollari, per poi scrivere un primo adattamento per il grande schermo di 225 pagine, corrispondenti a circa quattro ore di scene da filmare. In seguito iniziò la ricerca del regista. La Warner propose tale lavoro a Stanley Kubrick, Arthur Penn e Mike Nichols, ma tutti e tre rifiutarono. Il primo spiegò che in quel periodo non voleva dirigere film che non avesse anche scritto; Penn disse che dopo Gangster Story (Bonnie and Clyde) non voleva fare un altro film violento, specialmente se avesse coinvolto una bambina; mentre Nichols asserì che sarebbe stato impossibile trovare un'attrice dodicenne in grado di interpretare la bambina. Alla fine la scelta ricadde su William Friedkin, fortemente voluto sin dal principio da Blatty, il quale aveva alle spalle esperienze da regista anche per documentari. Friedkin spiegò che tra i principali elementi che lo convinsero a dirigere il film vi era il fatto che fosse ispirato a una storia che riteneva essere realmente accaduta, quindi si pose l'obiettivo di dare una visione più realistica possibile di eventi inspiegabili. Inizialmente tuttavia la Warner Bros. aveva rifiutato di affidargli l'incarico, determinante nel convincere i produttori fu la sua vittoria del premio Oscar per Il braccio violento della legge (The French Connection).
La gestione del cast di William Friedkin è stata accostata a quella di David Wark Griffith per il modo di condizionare gli attori con metodi poco ortodossi per ottenere reazioni spontanee. Ad esempio la scena in cui padre Dyer dà l'estrema unzione a padre Karras richiese molte riprese, alla fine Friedkin arrivò a dare degli schiaffi a William O'Malley pur di riuscire ad ottenere l'espressione desiderata. Linda Blair e Ellen Burstyn venivano spesso legate e strattonate violentemente, tanto che entrambe accusarono problemi alla schiena.
Tra Friedkin e Blatty, i quali erano entrambi determinati a produrre un film seguendo uno stile più documentaristico che da genere horror, vi era un ottimo rapporto sia professionale che personale; tuttavia i due si ritrovarono su posizioni diverse in fase di post-produzione. Secondo il regista, Blatty, cattolico convinto, voleva fare proselitismo verso la Chiesa cattolica, offrendo un finale più ottimista e rassicurante. In tale direzione va l'edizione pubblicata per il mercato home video dal 2000 in poi, la quale presenta un finale, ri-montato secondo le volontà di Blatty, diverso dall'originale. Il finale originale voluto da Friedkin, invece, offriva una chiave di lettura volutamente ambigua, bilanciata tra un'interpretazione più cinica e una più rassicurante.

### Cast
William Friedkin curò anche il casting del film.
- Ellen Burstyn interpreta Chris MacNeil. Durante la stesura del romanzo Blatty si era ispirato all'amica Shirley MacLaine e a sua figlia Sachi per i personaggi di Chris e Regan MacNeil, ma le donne non erano interessate ad interpretarne i ruoli nel film[10][11]. La parte di Chris venne offerta anche a Jane Fonda, Audrey Hepburn e Anne Bancroft, le quali rifiutarono. La Bancroft, anche se aveva dichiarato di essere interessata, era impossibilitata ad accettare la parte a causa di una gravidanza; Audrey Hepburn aveva invece posto come condizione lo spostare le riprese nel paese dove viveva, in Italia, ipotesi rapidamente bocciata dal regista; mentre Jane Fonda aveva espresso un giudizio nettamente negativo sul progetto[9]. Prima che fosse quindi assegnato a Ellen Burstyn, Friedkin per il ruolo aveva considerato anche Carol Burnett, sulla quale però i dirigenti dello studio cinematografico si erano espressi negativamente[9].
- Linda Blair interpreta Regan MacNeil, per la cui parte erano state candidate anche Pamelyn Ferdin e Denise Nickerson[10]. Trovare una dodicenne adatta a tale ruolo richiese molto tempo, tanto che si era cominciato a considerare anche attrici più grandi[9]. Tuttavia, quando Elinore Blair, senza un appuntamento decise di accompagnare la figlia Linda, la quale aveva già letto il libro di Blatty, nell'ufficio di Friedkin, quest'ultima riuscì a sorprendere immediatamente il regista, dimostrandosi senza timori e timidezze[9].
- Max von Sydow interpreta padre Merrin, ruolo ispirato dalla figura di Pierre Teilhard de Chardin[9]. Mentre Blatty aveva proposto al regista Paul Scofield, Friedkin non aveva dubbi nel preferire l'attore svedese, da lui considerato uno dei migliori attori in circolazione[9]. Anche quando la Warner avanzò il nome di Marlon Brando, Friedkin pose il veto in quanto lo riteneva un volto troppo noto che avrebbe catalizzato le attenzioni del pubblico a dispetto degli altri protagonisti[10]. Von Sydow, che durante le riprese aveva solo 43 anni, doveva sottoporsi giornalmente ad ore di trucco prima di impersonare l'anziano padre Merrin[12].
- Jason Miller interpreta padre Karras. Jack Nicholson e Gene Hackman erano stati considerati per la parte, in principio assegnata a Stacy Keach, poi rimpiazzato da Miller, alla sua prima esperienza, per volere di Friedkin[10].
- William O'Malley, prete gesuita e insegnante alla Fordham University, interpreta padre Dyer. Il religioso irlandese, il quale non era un attore, fece anche da consulente tecnico durante la produzione del film[10].
- In alcuni cameo appaiono anche la madre di Linda Blair, nel ruolo di un'infermiera, e l'autore William Peter Blatty, il quale interpreta il produttore di Crash Course, il film che Chris sta girando a Georgetown.

### Riprese

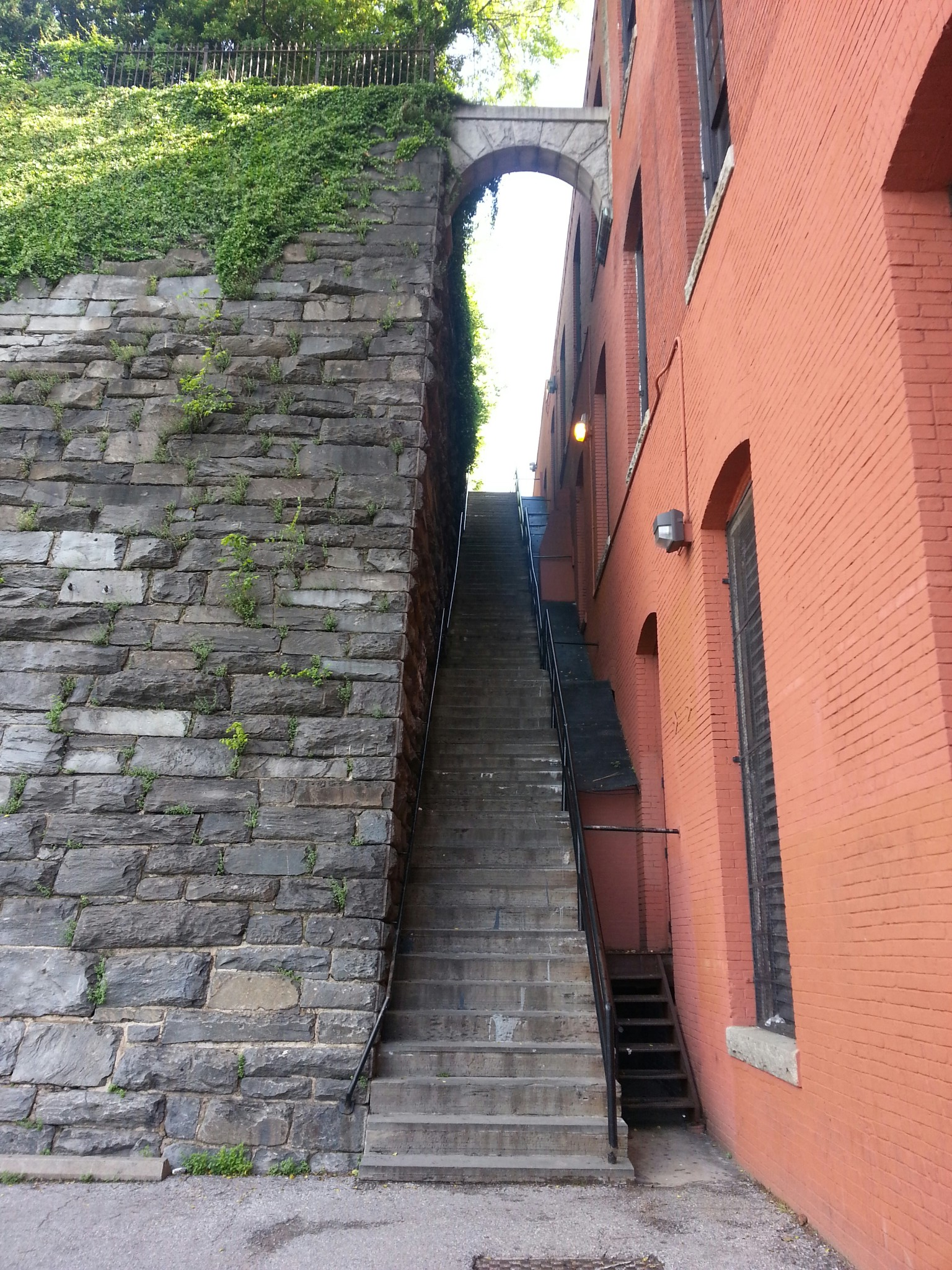
I caratteristici gradini di alcune scene del film

Con un budget di circa 10,5 milioni di dollari, il 14 agosto 1972 iniziarono le riprese, che sarebbero dovute durare 85 giorni, i quali includevano otto settimane di lavori a New York, tre settimane nel quartiere di Washington Georgetown e una settimana in Iraq per le scene all'inizio del film. Tuttavia, una serie di imprevisti e diversi mesi più di quanto inizialmente previsto per ottenere i permessi necessari per filmare in territorio iracheno, allungarono i tempi di lavorazione fino a 224 giorni, terminando il 2 marzo 1973.
Gli interni dell'abitazione di Chris e Regan MacNeil furono girati nei CECO Studios di Manhattan, mentre gli esterni davanti ad una reale casa di Georgetown. Il vapore che si vede in alcune scene uscire dalla bocca dei protagonisti mentre respirano è fiato autentico, generato grazie a potenti refrigeratori che hanno fatto scendere la temperatura sul set fino a diversi gradi sotto lo zero. Il sito archeologico che si vede all'inizio del film è quello di epoca partica realmente esistente di Hatra.

### Incidenti sul set
Negli anni seguenti l'uscita del film si diffusero alcune voci secondo le quali i set utilizzati per le riprese fossero stati sede di eventi soprannaturali e addirittura vennero indicati come "maledetti". Sebbene diversi presunti avvenimenti si rivelarono falsi, o non vennero confermati, destinati quindi a diventare leggende metropolitane, alcuni "strani avvenimenti" accompagnarono effettivamente la fase di produzione (durata molto più del previsto) e l'uscita nelle sale, tra cui:
- dopo due giorni di riprese, un corto circuito provocò un incendio che distrusse quasi interamente gli interni della casa dei protagonisti, causando un ritardo per le riprese di diverse settimane e danni per 200.000 dollari; l'unica parte a salvarsi dalle fiamme era stata la camera da letto di Regan.
- una moderna macchina per la refrigerazione, costata 50.000 dollari, accusò molti malfunzionamenti.
- ben nove persone, tutte legate direttamente o indirettamente al film, morirono durante le riprese. Tra di esse il fratello di Max von Sydow, la nonna di Linda Blair, il figlio appena nato di un tecnico e l'addetto alla refrigerazione del set.
- Jack MacGowran, il cui personaggio muore anch'esso nel film, morì qualche mese prima dell'uscita del film nelle sale.
- il figlio di Jason Miller, Jordan, ebbe un incidente di moto mentre faceva visita al padre sul set.
- Ellen Burstyn e Linda Blair riportarono problemi alla schiena, e la prima, dopo un incidente sul set, accusò danni permanenti alla colonna vertebrale.
- avvenne la sparizione della gigantesca statua del demone assiro Pazuzu che, spedita in Iraq per le riprese del prologo, finì per qualche oscuro motivo a Hong Kong, dove fu poi fortunatamente recuperata all'ultimo momento.
- secondo la testimonianza del giornalista di American Hollywood Joe Hyams, a Roma, in una piazza nelle vicinanze del cinema Metropolitan che stava proiettando il film, una croce alta oltre due metri, dopo essere stata colpita da un fulmine, cadde dal tetto di una Chiesa dove era stata posata circa 400 anni prima[14][15].
- Paul Bateson, la comparsa che interpreta un infermiere, venne arrestato nel 1979 con l'accusa di essere un serial killer di omosessuali: a lui si sarebbe ispirato Friedkin per il suo Cruising.

## Colonna sonora
Per la colonna sonora venne inizialmente contattato il compositore Lalo Schifrin, ma dopo un primo ascolto di quello che aveva preparato, Friedkin decise di non utilizzarlo. Il tema musicale del film è Tubular Bells tratto dall'omonimo album di Mike Oldfield. La colonna sonora definitiva, che include brani del compositore polacco Krzysztof Penderecki e alcune musiche originali di Jack Nitzsche, contiene i seguenti brani:
1. Kanon For Orchestra and Tape (Krzysztof Penderecki)
2. Cello Concerto (Krzysztof Penderecki)
3. String Quartet (Krzysztof Penderecki)
4. Polymorphia (Krzysztof Penderecki)
5. The Devils of Loudon (Krzysztof Penderecki)
6. Fantasia for Strings (Hans Werner Henze)
7. Threnody I: Night of the Electric Insects (George Crumb)
8. Fliessend, Äusserst Zart (Anton Webern)
9. Beginnings (Harry Bee)
10. Tubular Bells (Mike Oldfield)
11. Study No. 1 (David Borden)
12. Study No. 2 (David Borden)
13. Ramblin' Man (Dickey Betts)

L'edizione in vinile LP conteneva un'altra varietà di brani:
1. A1: Iraq (Jack Nitzsche)
2. A2: Georgetown / Tubular Bells (Mike Oldfield)
3. A3: Five Pieces for Orchestra, Op.10 "Sehr Langsam Und Äusserst Ruhig" - (Anton Webern)
4. A4: Polymorphia (Krzysztof Penderecki)
5. B1: String Quartet (Krzysztof Penderecki)
6. B2: Windharp (Harry Bee)
7. B3: Night of the Electric Insects (George Crumb)
8. B4: Kanon for Orchestra and Tape (Krzysztof Penderecki)
9. B5: Tubular Bells (Mike Oldfield)
10. B6: Fantasia For Strings (Hans Werner Henze)

## Distribuzione
Il film fu distribuito nelle sale cinematografiche statunitensi dal 26 dicembre 1973, data preceduta da un'anteprima tenuta a New York il precedente 19 giugno. In Europa venne proiettato per la prima volta nel Regno Unito dal 16 marzo 1974; in Giappone dal successivo 6 luglio, mentre in Italia dal 20 settembre 1974. Immediatamente dopo le prime proiezioni furono riportati casi di convulsioni, svenimenti, terrore e vomito tra gli spettatori.

### Divieti
Nel Regno Unito la British Board of Film Classification approvò la visione del film per i maggiori di 18 anni nel 1974. Tuttavia nel 1986, quando una legge obbligava le case di distribuzione ad ottenere per i film distribuiti sul mercato home video un nuovo apposito visto censura, la Warner opportunamente decise di non sottoporre il film per l'approvazione, sapendo che non l'avrebbe ottenuto. Il film restò quindi ufficiosamente bandito fino al 1999, quando la BBFC spiegò che il film, a 25 anni di distanza, non era in grado di provocare gli stessi effetti generati all'uscita nelle sale; secondo la commissione, il film era in grado di provocare gravi problemi emotivi e, anche dopo i casi di isteria accusati da giovani donne, era stato ritenuto saggio sospendere la pubblicazione del film negli anni ottanta e novanta. Altri paesi in cui venne invece ufficialmente bandito e dove quindi la versione originale non venne proiettata nelle sale furono Malaysia e Singapore.
Nel Nord America venne distribuito con il visto censura restricted (R), venendo quindi vietato ai minori di 17 anni non accompagnati; in Italia fu invece vietato ai minori di 14 anni.

### Edizione italiana
La versione italiana del film è stata curata da Roberto De Leonardis; il doppiaggio venne eseguito negli stabilimenti Fono Roma con la collaborazione della C.V.D. sotto la direzione di Mario Maldesi, scelto personalmente da Friedkin.
Il colloquio tra il tenente Kinderman e Padre Karras è ricco di citazioni cinematografiche. Inizialmente Kinderman paragona il sacerdote a John Garfield, ma al termine del colloquio gli dice in tono sarcastico che somiglia a Woody Allen: nella versione americana l'attore nominato è in realtà Sal Mineo.
L'entità con cui Regan comunica tramite la tavola Ouija, chiamato Capitan Gaio nella versione italiana, si chiama in realtà Capitan Howdy (Howard è il nome del padre di Regan).
Nell'edizione integrale restaurata del 2000 del capolavoro di Friedkin, sono presenti dieci minuti di scene aggiunte doppiate dalla SEFIT-CDC sotto la direzione dello stesso Maldesi. Per il doppiaggio sono stati richiamati Valeria Moriconi, Giancarlo Giannini e Massimo Foschi, mentre la voce di Corrado Gaipa (*) è stata campionata e inserita nella coda aggiuntiva del film sul labiale di Lee J. Cobb per alcune battute reintegrate perché nel resto delle scene aggiunte la voce dell'attore è di Renato Mori; infine, il doppiatore del Rev. William O'Malley è Antonio Sanna.

## Accoglienza

### Incassi
L'esorcista ha incassato circa 233 milioni di dollari negli Stati Uniti e oltre 440 milioni di dollari in tutto il mondo. È il film horror con un visto censura restricted (R) ad aver incassato di più negli Stati Uniti.
Tenendo conto dei prezzi aggiustati all'inflazione, al 2013 risulta al nono posto nella classifica dei film che hanno incassato di più nella storia del cinema.

### Critica
All'uscita del film, il critico Stanley Kauffmann su The New Republic descrisse il film come l'unico veramente pauroso che avesse visto negli ultimi anni, in grado di provocare davvero forti reazioni emotive. Joe Dante scrisse che rappresentava qualcosa di diverso da qualsiasi altra avesse mai visto, dicendosi convinto che sarebbe diventato un classico del cinema dell'orrore. Variety ne esaltò la regia e la sceneggiatura, descrivendo il film come un'esperta narrazione di una storia soprannaturale, i cui fatti risultano credibili grazie alle ottime interpretazioni del cast; secondo la rivista il lavoro congiunto di Blatty e Friedkin è coeso e avvincente, riuscendo a stimolare sia la mente che i sensi. Tra le testate a giudicare negativamente il film vi furono il New York Times, che lo definì uno sproloquio sull'occulto con grotteschi effetti speciali, e Rolling Stone, che lo giudicò un «film pornografico-religioso che tenta di rifarsi a Cecil B. DeMille».
Con il passare degli anni il responso della critica migliorò ulteriormente; sull'aggregatore di recensioni Rotten Tomatoes il film registra un punteggio di 87/100. Roger Ebert nel 1993 lo definì «uno dei migliori film del suo genere che siano mai stati realizzati, il quale trascende sia il genere di terrore, orrore e soprannaturale, sia gli ambiziosi sforzi che vanno nella stessa direzione del film Rosemary's Baby». L'esorcista è comunemente riconosciuto come un classico assoluto del cinema horror.

### Film ispirati aL'esorcista
Nel 1974 ne fu realizzata una versione cinematografica turca intitolata Şeytan, mentre nel 1975 ne fu girata una parodia in Italia, L'esorciccio, con Ciccio Ingrassia nei panni del prete esorcista.

## Riconoscimenti
Il film ottenne diversi riconoscimenti, tra cui due premi Oscar e quattro Golden Globe:
- 1974 - Premio Oscar
  - Migliore sceneggiatura non originale a William Peter Blatty
  - Miglior sonoro a Robert Knudson e Christopher Newman
  - Candidatura Miglior film a William Peter Blatty
  - Candidatura Migliore regia a William Friedkin
  - Candidatura Miglior attrice protagonista a Ellen Burstyn
  - Candidatura Miglior attore non protagonista a Jason Miller
  - Candidatura Miglior attrice non protagonista a Linda Blair
  - Candidatura Migliore fotografia a Owen Roizman
  - Candidatura Migliore scenografia a Bill Malley e Jerry Wunderlich
  - Candidatura Miglior montaggio a John C. Broderick, Bud S. Smith, Evan A. Lottman e Norman Gay
- 1974 - Golden Globe
  - Miglior film drammatico
  - Migliore regia a William Friedkin
  - Miglior attrice non protagonista a Linda Blair
  - Migliore sceneggiatura a William Peter Blatty
  - Candidatura Miglior attrice in un film drammatico a Ellen Burstyn
  - Candidatura Miglior attore non protagonista a Max von Sydow
  - Candidatura Miglior attrice debuttante a Linda Blair

- 1975 - Premio BAFTA
  - Candidatura Miglior sonoro a Christopher Newman, Jean-Louis Ducarme, Robert Knudson, Fred J. Brown, Bob Fine, Ross Taylor, Ron Nagle, Doc Siegel, Gonzalo Gavira e Hal Landaker
- 1974 - Directors Guild of America Award
  - Candidatura DGA Award a William Friedkin
- 1974 - Writers Guild of America Award
  - Candidatura WGA Award a William Peter Blatty
- 1975 - Saturn Award
  - Miglior film horror
  - Migliore sceneggiatura a William Peter Blatty
  - Miglior trucco a Dick Smith
  - Migliori effetti speciali a Marcel Vercoutere
- 1978 - Golden Screen
  - Golden Screen Award
- 1974 - Motion Picture Sound Editors
  - Miglior montaggio sonoro
  - Miglior montaggio sonoro (dialoghi)
- 1999 - Empire Award
  - Movie Masterpiece Award a William Friedkin

Con il passare degli anni il film venne indicato tra i migliori film horror da molte riviste specializzate; tra le testate ad averlo candidato come miglior film horror in assoluto vi sono Cinefantastique, Movies.com e Entertainment Weekly. Nel 2010 il film venne scelto per la conservazione nel National Film Registry della Biblioteca del Congresso degli Stati Uniti.

## Versioni alternative
Già nel 1979 il film venne riedito una prima volta per essere riconvertito al formato 70mm, con il rapporto d'aspetto modificato da 1,85:1 a 2,20:1. Nelle prime versioni televisive la scena che mostra una statua della Vergine Maria profanata è mostrata con il volto danneggiato, ma senza altre profanazioni.
Nel 1998 venne pubblicata su DVD una versione speciale in occasione del 25º anniversario dall'uscita nelle sale cinematografiche; il cofanetto includeva un finale alternativo esteso e un making of di 75 minuti intitolato The Fear of God, comprensivo di alcune scene eliminate. Due anni più tardi, nel 2000 venne pubblicata una nuova versione restaurata director's cut, intitolata The Exorcist: The Version You've Never Seen (l'edizione italiana venne indicata come versione integrale), con circa undici minuti di scene inedite. Al contrario dell'edizione di due anni prima, il finale originale venne incluso come contenuto speciale, mentre quello alternativo, ancora più esteso, divenne il finale del film scelto dal regista. In tali scene si vede padre Dyer avere una piacevole conversazione con il tenente Kinderman, che dà al finale un senso più ottimista e positivo rispetto a quello più ambiguo della versione originale; rispetto al finale esteso di due anni prima però viene tagliata una citazione diretta dal film Casablanca.
Tale nuova versione venne proiettata anche nei cinema dal 22 settembre 2000 negli Stati Uniti e dal successivo 1º dicembre in Italia. Tra le altre scene modificate o aggiunte nella versione integrale vi sono un prolungamento dell'incipit iracheno e l'inserimento della celebre scena della "camminata a ragno" di Regan lungo le scale, che era stata tagliata nella versione originale. Quest'ultima sul set era stata eseguita dalla contorsionista Linda R. Hager, ma venne ritenuta inefficace dal regista a causa di alcuni fili che la sostenevano e rimanevano visibili in un'inquadratura; elementi rimossi grazie all'uso di tecniche di elaborazione grafica digitale non disponibili all'epoca dell'uscita del film.
La versione director's cut, insieme all'originale, venne distribuita anche su Blu-ray Disc a partire dall'ottobre 2010; il cofanetto contiene un nuovo documentario di circa 50 minuti con nuove immagini dal set.

## Sequel
- L'esorcista II - L'eretico, regia di John Boorman (1977)
- L'esorcista III, regia di William Peter Blatty (1990)
- The Exorcist - serie tv (2016-2017)
- L'esorcista - Il credente (The Exorcist: Believer), regia di David Gordon Green (2023)

## Prequel/spin-off
- L'esorcista - La genesi, regia di Renny Harlin (2004)
- Dominion: Prequel to the Exorcist, regia di Paul Schrader (2005)